# Паники (Филиппины)
Паники (таг. Paniqui) — город на Филиппинах, представляющий собой муниципалитет 1-го уровня в провинции Тарлак. Население — 87 730 чел. (2010).
В Паники родилась Корасон Акино, президент Филиппин в 1986—1992 годах.

## Административное деление
Площадь муниципалитета — 105,16 км².
В административном плане Паники состоит из 35 барангаев:
- Абогадо
- Акоколао
- Адуас
- Апулид
- Балоанг
- Баранг
- Брильянте
- Бургос
- Кабайаосан
- Канан
- Карино
- Кайанга
- Колибангбанг
- Корал
- Дапдап
- Эстасьон
- Мабиланг
- Манаоис
- Маталапитап
- Нагмисаан
- Нанкамаринан
- Нипако
- Паталан
- Побласьон-Норте
- Побласьон-Сюр
- Рангайан
- Салумаге
- Сампут
- Сан-Карлос
- Сан-Изидро
- Сан-Хуан-де-Милья
- Санта-Инес
- Синигпит
- Табланг
- Вентенилья

## История
Паники был основан в 1712 году. Первооткрыватели этих мест, братья Раймундо и Мануэль Парагас, обнаружили здесь неизвестных ранее европейцам летающих млекопитающих, которых местные жители называли «пампаники». Как считается, отсюда происходит название города.
В период с 1750 по 1896 года здесь действовал режим угнетения местного населения испанскими колонизаторами. Время от времени вспыхивали восстания, орудовали преступные группировки. В 1896 году восставшие свергли здесь испанскую власть. Сопротивление колонизаторам ширилось и в других частях страны, однако в результате испано-американской войны 1898 года Филиппины попали под власть США; Паники американские войска овладели в 1899 году.
Во время Второй мировой войны Паники, как и все Филиппины, были захвачены японцами. Местные жители организовали партизанские отряды, которые действовали против японских вооружённых сил на протяжении всей оккупации.
С 1946 года — в составе независимых Филиппин.

## Иллюстрации
- Паники